# Corpo e Alma de Mulher
Corpo e Alma de Mulher é um filme brasileiro de 1983, gênero drama erótico, dirigido por David Cardoso.
As gravações tiveram lugar em Ponta Porã, Pedro Juan Caballero, Assunção e Lisboa.

## Elenco principal
- David Cardoso
- Tássia Camargo
- Helena Ramos
- Matilde Mastrangi
- Zélia Martins

## Sinopse
Depois de sofrer um acidente, Aimée (Tássia Camargo) fica paralítica e vai viver na fazenda, aos cuidados de Laura (Helena Ramos), que acaba se envolvendo com seu marido Fernando (David Cardoso), que também tem um caso com a prima (Zélia Martins) de Aimée.